# Gmina Świerczów
Die Gmina Świerczów ist eine Landgemeinde im Powiat Namysłowski („Kreis Namslau“), in der Woiwodschaft Opole im südwestlichen Teil Polens. Gemeindesitz ist das Dorf Świerczów (deutsch Schwirz).

## Geografie
Das Gemeindegebiet erstreckt sich südöstlich der Kreisstadt Namysłów (Namslau).

## Politik

### Gemeindevorsteher
An der Spitze der Gemeindeverwaltung steht der Gemeindevorsteher. Dies war bisher Andrzej Gosławski, der 2018 nicht erneut antrat. Er wurde durch die seither amtierende Gemeindevorsteherin Barbara Bednarz abgelöst. Bei der turnusmäßigen Wahl im April 2024 kandidierte sie für Wahlkomitee „Bürgergemeinschaft 2006“. Die Wahl führte zu folgendem Ergebnis:
- Barbara Bednarz (Wahlkomitee „Bürgergemeinschaft 2006“) 55,7 % der Stimmen
- Cezary Zając (Wahlkomitee „Bürgerfreundliche lokale Verwaltung im Powiat Namysłowski“) 44,3 % der Stimmen

Damit wurde Amtsinhaberin Bednarz bereits im ersten Wahlgang wiedergewählt.
Die turnusmäßige Wahl im Oktober 2018 führte zu folgendem Ergebnis:
- Barbara Bednarz (Wahlkomitee „Bürgerfreundliche lokale Verwaltung im Powiat Namysłowski“) 35,4 % der Stimmen
- Łukasz Gienieczko (Wahlkomitee „Bürgergemeinschaft 2006“) 28,3 % der Stimmen
- Cezary Zając (Wahlkomitee Cezary Zając) 26,4 % der Stimmen
- Agnieska Pieszczyk (Sojusz Lewicy Demokratycznej / Lewica Razem) 10,1 % der Stimmen

In der damit notwendigen Stichwahl setzte sich Bednarz mit 60,0 % der Stimmen gegen Gienieczko durch und wurde neue Gemeindevorsteherin.

### Gemeinderat
Der Gemeinderat besteht aus 15 Mitgliedern und wird von der Bevölkerung in Einpersonenwahlkreisen gewählt. Die Gemeinderatswahl 2024 führte zu folgendem Ergebnis:
- Wahlkomitee „Bürgerfreundliche lokale Verwaltung im Powiat Namysłowski“ 46,7 % der Stimmen, 8 Sitze
- Wahlkomitee „Bürgergemeinschaft 2006“ 43,1 % der Stimmen, 6 Sitze
- Trzecia Droga (TD) 6,8 % der Stimmen, 1 Sitz
- Übrige 3,5 % der Stimmen, kein Sitz

Die Gemeinderatswahl 2018 führte zu folgendem Ergebnis:
- Wahlkomitee „Bürgerfreundliche lokale Verwaltung im Powiat Namysłowski“ 34,9 % der Stimmen, 5 Sitze
- Wahlkomitee Cezary Zając 27,2 % der Stimmen, 5 Sitze
- Wahlkomitee „Bürgergemeinschaft 2006“ 25,7 % der Stimmen, 3 Sitze
- Sojusz Lewicy Demokratycznej (SLD) / Lewica Razem (Razem) 8,0 % der Stimmen, 1 Sitz
- Polskie Stronnictwo Ludowe (PSL) 4,3 % der Stimmen, 1 Sitz

## Gemeindegliederung
Die Landgemeinde Świerczów umfasst elf Ortschaften mit einem Schulzenamt (sołectwo):
| - Bąkowice (Bankwitz) - Biestrzykowice (Eckersdorf) - Dąbrowa (Dammer) - Gola (Gülchen) - Grodziec (Groditz) - Miejsce (Städtel) - Miodary (Hönigern) - Starościn (Sterzendorf) - Świerczów (Schwirz) - Wężowice (Wenziowitte) - Zbica (Sbitze, 1939–1945 Granitz) |

## Verkehr
Der Bahnhof Biestrzykowice und der ehemalige Bahnhof Dąbrowa Namysłowska liegen an der Bahnstrecke Opole–Namysłów.

## Söhne und Töchter der Gemeinde
- Johann Georg von Saurma-Jeltsch (1842–1910), Gutsbesitzer und Politiker, Reichstagsabgeordneter
- Franz Xaver Biallas SVD (1878–1936), China-Missionar der Steyler Missionare und Sinologe
- Joachim Marcinek (1931–2019), Geograph und Professor für Landeskunde Deutschlands